# ارن دو لوتس
ارن دو لوتس (فرانسوی: Arènes de Lutèce‎) یک تماشاخانه در شهر پاریس، فرانسه بوده.
این مکان که در قرن یک میلادی ساخته شده باقی مانده از دوران گل-روم می‌باشد و ظرفیت حضور ۱۵٬۰۰۰ نفر را داشته است، ارن دو لوتس برای مبارزات گلادیاتورها نیز مورد استفاده قراره میگرفته است.

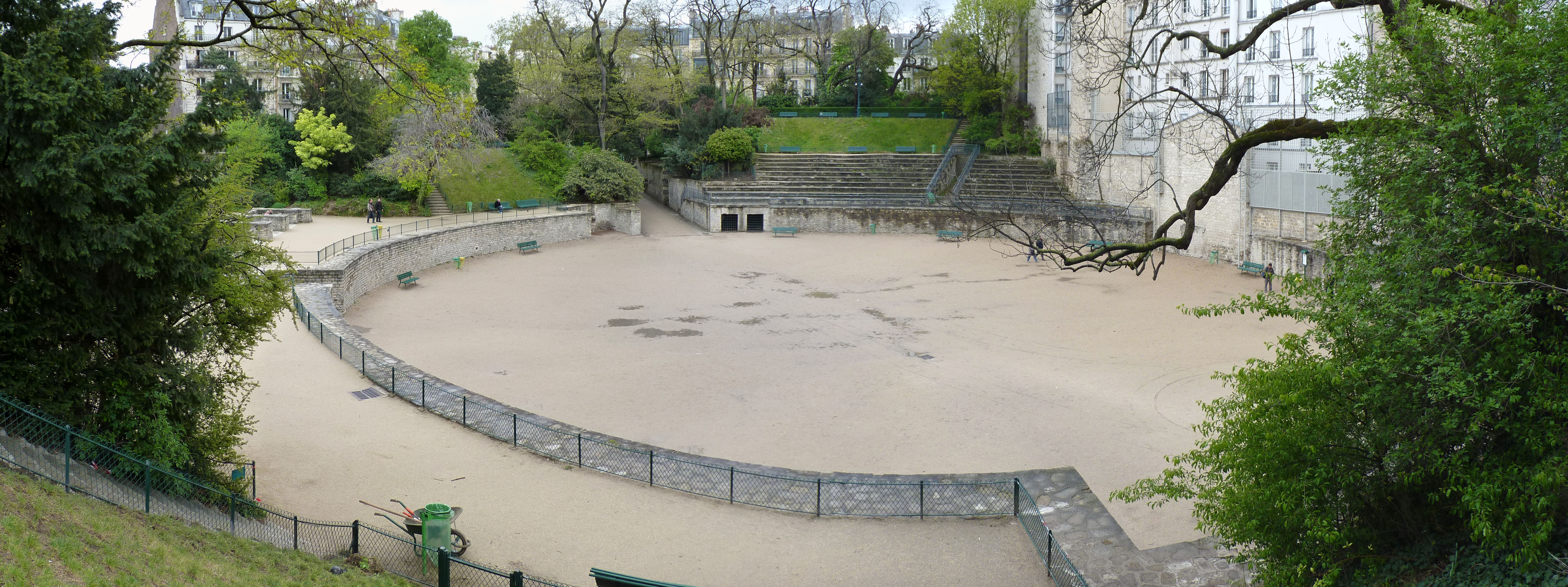
The Arènes today